# Keeramangalam
Keeramangalam là một thị xã panchayat của quận Pudukkottai thuộc bang Tamil Nadu, Ấn Độ.

## Nhân khẩu
Theo điều tra dân số năm 2001 của Ấn Độ, Keeramangalam có dân số 7758 người. Phái nam chiếm 50% tổng số dân và phái nữ chiếm 50%. Keeramangalam có tỷ lệ 74% biết đọc biết viết, cao hơn tỷ lệ trung bình toàn quốc là 59,5%: tỷ lệ cho phái nam là 82%, và tỷ lệ cho phái nữ là 66%. Tại Keeramangalam, 10% dân số nhỏ hơn 6 tuổi.